# 光玉螺属
光玉螺属为玉螺科的一个属。

## 下属物种
本属包括以下物种：
- 小光玉螺 Sigatica bathyraphe Pilsbry, 1911[1]